# Pedro Jiménez-Landi
Pedro Jiménez Landi (Madrid, 18 de mayo de 1869-Madrid, 3 de abril de 1964) fue un astrónomo y matemático español, miembro de la Institución Libre de Enseñanza. Hijo del también astrónomo y matemático Eulogio Jiménez y padre del historiador Antonio Jiménez-Landi.

## Biografía
El cronista de la ILE, Antonio Jiménez-Landi Martínez, escribe en la nota biográfica dedicada a su padre, Pedro José Jiménez Landi, que nació en las viviendas del Observatorio Astronómico de Madrid, hijo del eminente matemático Eulogio Jiménez y alumno de la primera promoción de la Institución, terminó el bachillerato convalidando el examen final en el Instituto San Isidro en 1888. Tras intentar ingresar en la Escuela Naval, tuvo que contentarse con estudiar Ciencias Físico-Matemáticas en la Universidad Central de Madrid, licenciándose en 1901 ya como auxiliar de la cátedra de Cosmografía. Auxiliar por oposición en el Observatorio madrileño desde 1892, su tesis de doctorado estuvo dedicada a la "Fotografía celeste". Fue inventor de un dispositivo que aplicado al espectroscopio permitió descubrir los casquetes polares del Sol durante el eclipse total de 1912. Becado por la JAE en Bonn (1913), donde trabajó con el astrónomo holandés Frederik Kaiser, y en 1923 con el astrónomo Giorgio Abetti en el observatorio de Arcetri (Florencia, Italia).
En su actividad como astrónomo destaca las investigaciones desarrolladas junto a Victoriano Fernández Ascarza en el Observatorio de Madrid, los artículos publicados en el Anuario de esa institución científica, y sus indagaciones en los principales centros de astronomía de Francia, Inglaterra y Alemania. 
Asistió a numerosos congresos científicos dentro y fuera de España, y en el celebrado por la Unión Astronómica Internacional -de la que era miembro- en Leiden (1928), expuso el proceso de variación de la altura media de la cromosfera en relación con el período de actividad solar, sentando una teoría que más tarde ha sido comprobada, y que tal vez haya constituido una de las aportaciones más importantes de la astronomía española al conocimiento del Sol. Se jubiló en 1932, siendo subdirector del Observatorio Astronómico de Madrid.
Además de las observaciones de protuberancias y manchas solares publicadas en el Anuario del Observatorio Astronómico de Madrid, es autor de Protuberancias observadas en Madrid (1907-1912); Método práctico para la instalación de una ecuatorial, Estudio de un tornillo o Distribución de las protuberancias en la superficie solar, entre otras. 
Era miembro de la Unión Astronómica Internacional, socio titular de la Sociètè Astronomique de France y correspondiente del Instituto de Coimbra, socio fundador de la Sociedad Española de Física y Química, etc. El Gobierno español le nombró caballero de las Órdenes de Carlos III, de Isabel la Católica y del Mérito Civil de Alfonso XII, honores que nunca ostentó.
Amigo y compañero de Manuel Bartolomé Cossío, Pedro colaboró en los entramados de la ILE y fue profesor de Matemáticas en la Institución entre 1904 y 1924. Falleció en Madrid a los 94 años de edad.